# Calabritto
Calabritto község (comune) Olaszország Campania régiójában, Avellino megyében.

## Fekvése
A Picentini-hegység keleti részén fekszik. Határai: Acerno, Bagnoli Irpino, Caposele, Lioni, Senerchia és Valva.

## Története
A település nevének eredetét illetően két feltételezés létezik: az első szerint a Britta nevű patak után kapta nevét, mely átfolyik a településen; a második szerint a település neve galagonya latin elnevezéséből (calabrix) származik. Első említése 1299-ből származik. Ekkor már állt a normannok által épített erődítmény, amely a település fő látványossága. A következő századokban nemesi birtok volt. A 19. században nyerte el önállóságát, amikor a Nápolyi Királyságban felszámolták a feudalizmust.

## Népessége
A népesség számának alakulása:

## Fő látnivalók
- Santa Maria di Costantinopoli-templom
- Maria Santissima della Neve-templom
- Maria Santissima dei Grienzi-kápolna